# エン・ヌン・タラ・アナ
エン・ヌン・タラ・アナ（En-nun-tarah-ana）は、古代メソポタミア、ウルク第1王朝の王。
シュメール王名表によると、ウルク第1王朝（紀元前26世紀頃）の9代目の王。8年間統治した。